# لوچیانو پونس
لوچیانو پونس (انگلیسی: Luciano Pons؛ زادهٔ ۱۸ آوریل ۱۹۹۰) بازیکن فوتبال اهل آرژانتین است.